# Negidalen

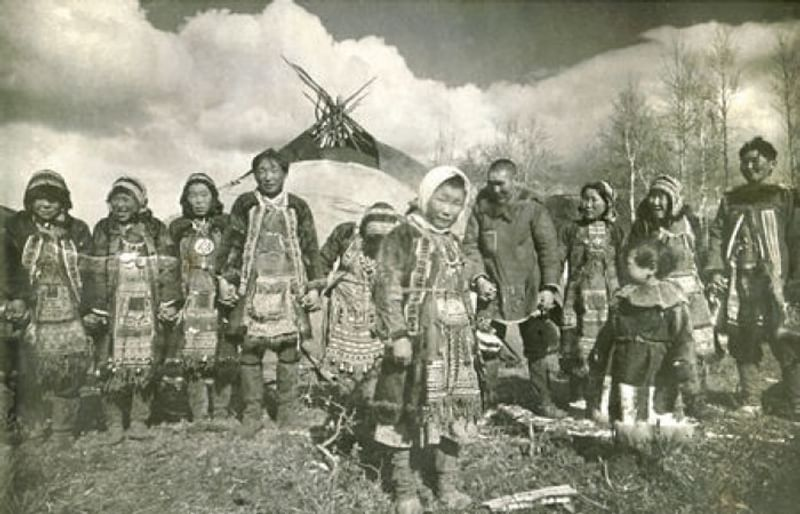
historische foto van de Negidalen

De Negidalen (Russisch: Негидальцы) zijn een volk die leven in de kraj Chabarovsk in Rusland langs de Amgoen en de Amoer. Ze spreken een Toengoezische taal (het Negidal) die dicht aanleunt bij het Evenks. De Negidalen zijn van oorsprong Evenken die zich vestigden langs de Amgoen en assimileerden met de Nivchen, Nanai en de Oeltsjen.
Officieel zijn het Russisch-orthodoxe christenen, maar ze bewaarden hun eigen animistische religie en sjamanisme. Volgens de Russische volkstelling (2010) leefden er nog 513 Negidalen in Rusland. Van hen spreken nog 74 de eigen taal.
| jaar | aantal Negidalen |
| ---- | ---------------- |
| 1897 | 423              |
| 1926 | 426              |
| 1959 | 350              |
| 1970 | 537              |
| 1979 | 504              |
| 1989 | 622              |
| 2002 | 567              |
| 2010 | 513              |